# Rajd Akropolu 1963
Rajd Akropolis 1963 (11. Acropolis Rally) – 11 edycja rajdu samochodowego Rajd Akropolis rozgrywanego w Grecji. Rozgrywany był od 16 do 19 maja 1963 roku. Była to trzecia runda Rajdowych Mistrzostw Europy w roku 1963.

## Klasyfikacja rajdu
| Miejsce                      | Kierowca                     | Pilot                        | Samochód                     | Czas                         | Strata                       |                              |
| Klasyfikacja generalna i ERC | Klasyfikacja generalna i ERC | Klasyfikacja generalna i ERC | Klasyfikacja generalna i ERC | Klasyfikacja generalna i ERC | Klasyfikacja generalna i ERC | Klasyfikacja generalna i ERC |
| ---------------------------- | ---------------------------- | ---------------------------- | ---------------------------- | ---------------------------- | ---------------------------- | ---------------------------- |
| 1.                           | Eugen Böhringer              | Rolf Knoll                   | Mercedes-Benz 300 SE         | 1:32                         | 0.0                          |                              |
| 2.                           | Gunnar Andersson             | Walter Karlsson              | Volvo 122                    | 2:05                         | +32                          |                              |
| 3.                           | Carl-Magnus Skogh            | Lennart Berggren             | Volvo 122                    | 2:05                         | +32                          |                              |
| 4.                           | Henry Taylor                 | Brian Melia                  | Ford Cortina GT              | 3:01                         | +1:28                        |                              |
| 5.                           | Dieter Glemser               | Klaus Kaiser                 | Mercedes-Benz 220 SE         | 3:19                         | +1:46                        |                              |
| 6.                           | Pat Moss-Carlsson            | Jennifer Nadin-Birrell       | Ford Cortina GT              | 3:33                         | +2:00                        |                              |
| 7.                           | Pauli Toivonen               | Väinö Nurmimaa               | Citroën DS 19                | 3:36                         | +2:03                        |                              |
| 8.                           | René Trautmann               | Jean-Claude Ogier            | Citroën DS 19                |                              |                              |                              |
| 9.                           | Guy Verrier                  | Jacques Badoche              | Citroën DS 19                |                              |                              |                              |
| 10.                          | Sylvia Österberg             | Inga-Lill Edenring           | Volvo 122 S                  |                              |                              |                              |